# Sluis 124
Sluis 124, ook wel bekend als de Betonnen sluis, is een schutsluis in de wijk IJburg in Amsterdam. Over de sluis ligt brug 2050.

## Sluis
De bijnaam "betonnen sluis" kreeg dit bouwwerk vanwege de betonnen sluisdeuren; dit was een primeur in Nederland. De sluis is gelegen aan de zuidoostkant van de kunstmatig aangelegde eilanden die samen IJburg vormen. Ze vormt de scheiding tussen enerzijds de binnenwateren De Groene Tunnel en Hollandiagracht en anderzijds het IJmeer.
Het kunstwerk, ontworpen door Ingenieursbureau Amsterdam (IBA) in samenwerking met Meyer en Van Schooten, werd voor ruim 3 miljoen euro gebouwd in de periode 2009 tot februari 2011. De deuren zijn gemaakt van met roestvast stalen vezels gewapend hogesterktebeton (HSB) van tien cm dikte; ze zijn zes meter lang en 4,5 meter hoog en wegen circa 14.000 kilo per stuk. Er werd voor beton gekozen omdat dit goedkoper zou zijn dan de klassieke sluisdeur die van staal en/of hout werd gemaakt. De sluisdeuren bewegen horizontaal, op een onderstroom (hydrovoet) van 0,1 millimeter water, zodat minder energie nodig is voor het openen en sluiten. In de zijwanden van de sluis zijn uitsparingen gemaakt. In een aantal daarvan is een kaart te zien van het IJsselmeer.
Het bouwwerk kreeg in 2011 de Betonprijs toebedeeld in de categorie "Constructies in de waterbouw". De sluis wordt op afstand bediend door het nutsbedrijf Waternet.

## Brug 2050
Naast de noordwestelijke sluisdeur ligt een voetbrug, door de gemeente Amsterdam voorzien van het brugnummer 2050, van dezelfde ontwerpbureaus. Dit is de verbinding voor voetgangers tussen de Wim Noordhoekkade en de Nico Jessekade. De brug is vlak en vast gemonteerd op de beide kades van de sluis; Hoge boten kunnen daardoor niet onder de brug door.
<<< · 2000 · 2001 · 2002 · 2003 · 2004 · 2005 · 2006 · 2007 · 2008 · 2009 · 2010 · 2011 · 2012 · 2013 · 2014 · 2015 · 2016 · 2017 · 2018 · 2019 · 2020 · 2021 · 2022 · 2023 · 2025 · 2026 · 2027 · 2028 · 2029 · 2030 · 2031 · 2032 · 2033 · 2034 · 2035 · 2036 · 2037 · 2038 · 2039 · 2040 · 2041 · 2042 · 2043 · 2044 · 2045 · 2046 · 2047 · 2048 · 2050 · 2051 · 2054 · 2060 · 2080 · 2085 · 2086 · 2087 · 2088 · 2089 · 2090 · 2091 · 2092 · 2093 · 2094 · 2095 · 2096 · 2097 · 2098 · 2099
De overige brugnummers waren in januari 2022 (nog) niet bekend; de Uyllanderbrug ligt officieel in Diemen, maar heeft de Amsterdamse nummering 2007.